# Museo Rath
El museo Rath es un museo suizo situado en Ginebra. Fue el primer museo del país que abrió sus puertas al público, acogió las colecciones primeramente conservadas en el Ayuntamiento, en Calabri y en la iglesia Saint-Germain, además de 23 cuadros enviados desde el Louvre en 1805, hasta la apertura de los Museos de arte y de historia de Ginebra en 1910.
Consagrado a las Bellas Artes, realiza exposiciones temporales de arte suizo e internacional y de arqueología.
Se construyó en la Plaza Nueva entre 1819 y 1826 por iniciativa de la Sociedad de las artes, gracias al donativo de Jeanne Françoise y Jeanne Henriette Rath, herederas de su hermano, el general Simón Rath, que realizó su servicio en Rusia. A su muerte en 1819, legó específicamente a sus hermanas la suma de 182.000 florines para la construcción de un museo de Bellas Artes. El legado no fue suficiente para cubrir todo el coste de la edificación, la ciudad participó con apoyo financiero a este proyecto. Su inauguración tuvo lugar el 31 de julio de 1826.
En su testamento, Jeanne Rath estipuló «el disfrute de las salas del museo Rath por la Sociedad de las Artes a perpetuidad hasta que la sociedad renuncie voluntariamente a su utilización» Añadió: «le recuerdo que el verdadero y único destino de este establecimiento está consagrado, por mi intención y mi voluntad, a las Bellas Artes, pintura y escultura sin que se pueda utilizar para otros menesteres.»
Concebido por el arquitecto Samuel Vaucher, el edificio de puro estilo neoclásico se utiliza también como escuela especializada, lugar de reunión y espacio de exposición. En 1851, el museo Rath y sus colecciones devienen propiedad de la ciudad de Ginebra después de la proclamación de la república radical por James Fazy. Poco después, se demolieron las fortificaciones que rodean la ciudad. En 1879, se inauguró el gran Teatro sobre una parcela adyacente.
Hacia 1875, el museo estaba lleno y, con cada exposición temporal, era preciso vaciar los muros. Finalmente en 1910 se inauguró el museo de arte y de historia a las Trincheras. En esta ocasión, el museo Rath se está renovando para su nuevo destino, es decir, las exposiciones temporales, función que todavía se le asigna hoy como parte de la red de museos de arte y de historia de Ginebra.